# 龍宮神社 (小樽市)
龍宮神社（りゅうぐうじんじゃ）は、北海道小樽市稲穂に鎮座する神社である。旧社格は郷社。

## 祭神
底津和田都美神（そこつわだつみのかみ）、中津和田都美神（なかつわだつみのかみ）、上津和田都美神（うわつわだつみのかみ）の和田都美三神（綿津見三神）を主祭神に、豊受姫命、大物主神、大毘古命、桓武天皇を配祀する。2026年（令和8年）より榎本武揚を主祭神に加える準備が進められている。

## 由緒
明治2年（1869年）に国有地払い下げの折、榎本武揚が小祠を設けて遠祖である桓武天皇を奉祀したのが濫觴で、同9年に移民の安寧を図って「北海鎮護」の額を献納し改めて神社として創祀し、その後江差町の教派神道龍宮教会分所（明治17年設置）が明治19年4月に現社地に移転して榎本創祀の小祠を合祀し、これを龍宮殿と称したが、同29年7月に本間豊雄がその土地と社殿の全てを譲り受けて初代社司（現宮司に相当）となり、翌30年（1897年）社殿を改築して大和田津美神社と称し、同年6月には国から神社として認められた（無格社）。翌31年4月に現社名に改称し、大正5年（1916年）3月に村社に列格、同7年12月長橋町に鎮座していた小樽伏見神社を境内に遷座し、昭和3年（1928年）9月には郷社に昇格するとともに神饌幣帛料供進神社に指定された。
なお、鎮座地である稲穂（いなほ）は明治3年に開拓判官である岩村通俊が命名したものであるが、「いなほ」はアイヌが祭具として用いる「イナウ」に因んだ名であって、古くはアイヌが祭場としていた所であると伝えられる。

## 社殿
現本殿は大正15年に組織された造営会の下で改築に着手し、昭和16年に竣工したもの。本殿は神明造で拝殿は桁行3間梁間3間の切妻造平入の正面中央間に梁間1間向切妻造の向拝を付した形態。屋根はともに銅板葺。